# Cimitero acattolico di Santa Maria della Fede
Cimitero acattolico di Santa Maria della Fede, Cimitero degli inglesi – dawny cmentarz w Neapolu, obecnie park.

## Groby
- Mary Somerville
- Elizabeth Craven i jej syn Keppel Richard Craven(inne języki)
- Antonie Sminck Pitloo
- Nicolaus Kleinenberg